# Maxus T90
Pour les articles homonymes, voir T90.
Le Maxus T90 est un modèle de pick-up de taille moyenne produit par SAIC Maxus. Le T90 est le pick-up phare de Maxus, situé au-dessus des gammes Maxus T60 et Maxus T70 plus abordables.

## Caractéristiques

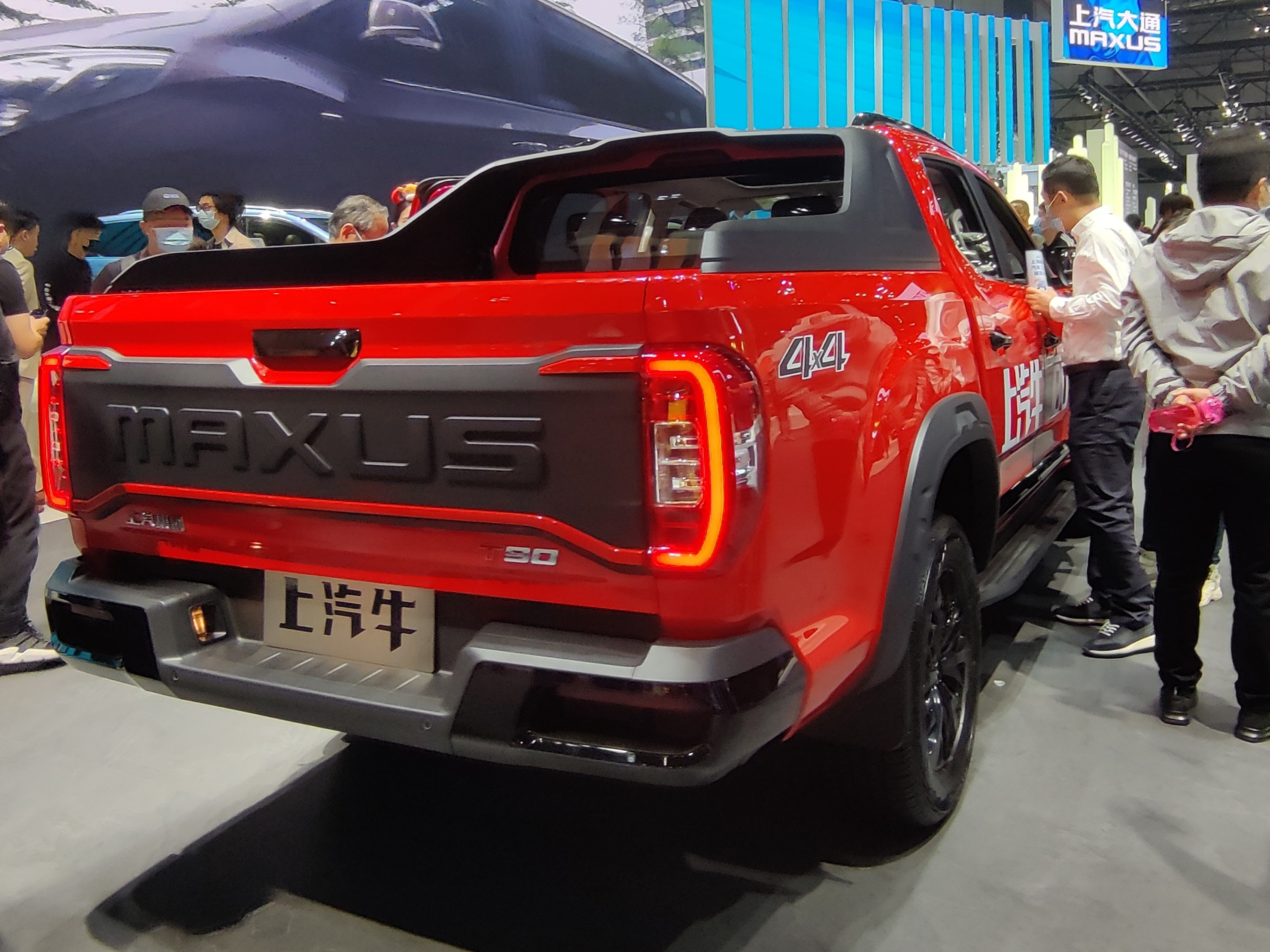
Arrière du Maxus T90.

La cabine du Maxus T90 dispose d'un tableau de bord numérique de 26 cm et d'un écran central de 30 cm qui sont tous deux légèrement tournés pour faire face au conducteur, ce qui donne un design de panneau instrumental asymétrique. Le Maxus T90 vendu en Chine est équipé du système Zebra Zhixing, qui est équipé d'une télécommande, reconnaissance vocale, navigation automobile, clé Bluetooth, clips en ligne, musique en ligne, projection vidéo et contrôle de maison intelligent.

### Motorisations
Le Maxus T90 est équipé d'un moteur diesel π Bi-Turbo de SAIC de 2,0 litres développant une puissance maximale de 120 kW (163 ch) et un couple maximal de 400 N m, et d'un moteur diesel π Bi-Turbo à double suralimentation de SAIC de 2,0 litres développant puissance maximale de 160 kW (218 ch) et un couple maximal de 500 N m. Les moteurs sont couplés à des transmissions manuelles à six vitesses, automatiques à six vitesses et automatiques ZF à huit vitesses. Les modèles haut de gamme prennent en charge douze modes de conduite. L'utilisateur peut basculer entre les modes de conduite 2H, 4H, AUTO et 4L avec les modes de conduite Eco, Power et Normal grâce à un simple bouton de commande. La transmission intégrale est disponible en option.
Une version électrique Maxus T90 EV avec un groupe motopropulseur électrique de 177 ch (130 kW) et 535 km d'autonomie est également proposée.
| Moteurs                              | Moteurs                                           | Moteurs                   | Moteurs           | Moteurs                        | Moteurs                      | Moteurs          | Moteurs         |
| Modèle                               | Transmission                                      | Moteur                    | Cylindrée         | Puissance                      | Couple                       | Norme d'émission | Carburant       |
| ------------------------------------ | ------------------------------------------------- | ------------------------- | ----------------- | ------------------------------ | ---------------------------- | ---------------- | --------------- |
| SDEC SC20M à simple turbocompresseur | Transmission automatique et manuelle à 6 vitesses | Quatre cylindres en ligne | 1 996 cm3 (2,0 L) | 120 kW (163 ch) à 4 000 tr/min | 400 N m à 1 500–2 400 tr/min | Euro 6b          | Diesel          |
| SDEC SC20M à double turbocompresseur | Transmission automatique et manuelle à 6 vitesses | Quatre cylindres en ligne | 1 995 cm3 (2,0 L) | 160 kW (218 ch) à 4 000 tr/min | 500 N m à 1 500–2 400 tr/min | Euro 6b          | Diesel          |
| Moteur électrique de 150 kW          | Réducteur mécanique, 1 vitesse                    | Électrique 150 kW         | -                 | 204 ch                         | 310 N m                      | -                | Batterie 89 kWh |